# Irimbo (kommun)
Irimbo är en kommun i Mexiko.   Den ligger i delstaten Michoacán de Ocampo, i den södra delen av landet, 140 km väster om huvudstaden Mexico City.
Följande samhällen finns i Irimbo:
- Irimbo
- San Lorenzo Queréndaro
- San José de Magallanes
- San Francisco Epunguio
- La Frontera
- Colonia el Colorín
- Los Marzos
- Loma de Chupio
- La Cuajada
- San Miguel la Virgen
- Ampliación las Joyas
- Cristo Rey
- Los Mogotes
- Hacienda Jaripeo
- Colonia los Cedros
- Cerrito Blanco
- Balvaneda
- Llano Grande
- Los Hoyos
- San Miguel el Alto
- Los Marzos Pequeña
- Fraccionamiento el Obraje
- Concharrás